# Capitólio Estadual do Kentucky
O Capitólio Estadual do Kentucky (em inglês: Kentucky State Capitol) é a sede do governo do estado do Kentucky. Localizado na capital, Frankfort, foi incluído no Registro Nacional de Lugares Históricos em 13 de abril de 1973.